# James Bentley
James Bentley (9 mars 1937 – 26 décembre 2000) est un auteur britannique et prêtre anglican.

## Biographie
Bentley est né à Bolton dans le Lancashire en 1937. Il est prêtre anglican et chercheur de l'Université du Sussex avant de devenir auteur free-lance et journaliste en 1982. Il meurt à Saumur en France en 2000.

## Œuvres
- Ritualism and Politics in Victorian Britain
- Martin Niemoller
- Oberammergau and the Passion Play
- Secrets of Mount Sinai
- Restless Bones: The Story of Relics, Constable, Londres, 1985  (ISBN 0-09-465850-1)